# Bluebell United
Bluebell United F.C. – irlandzki klub piłkarski, mający siedzibę w stolicy Republiki Irlandii - Dublinie. 

## Osiągnięcia
- Leinster Senior League
  - Zwycięzca: 1981–82, 1983–84, 1985–86, 1986–87, 2014–15, 2015-16: 6x
  - 2. miejsce: 1976–77, 1984–85, 1987–88, 1988–89, 2009–10, 2010–11, 2011–12: 7x
- FAI Intermediate Cup[1]
  - Zwycięzca: 1981–82, 1989–90, 1992–93, 1993–94, 1999–2000: 5x
  - 2. miejsce: 1970–71, 1982–83, 1991–92, 2003–04, 2008–09, 2012–13: 6x

## Związani z klubem
- Brian Kerr
- Keith Fahey
- Trevor Molloy

## Logo klubu
Logo przedstawia kolistą odznakę w złotej otoczce. Zewnętrzna część okręgu opisana została nazwą klubu („BLUEBELL UTD. A.F.C.”) oraz rokiem założenia zespołu („FOUNDED 1946”). Wewnętrzna część logo przedstawia na granatowym tle roślinę o nazwie dzwonek (ang. bluebell).